# 부스팅
부스팅(boosting)은 기계 학습에서 지도 학습의 편향과 분산을 주로 줄이기 위한 앙상블 메타 알고리즘이자 약한 학습자를 강한 학습자로 변환하는 기계 학습 알고리즘 계열이다. 부스팅은 컨스(Kearns)와 밸리언트(Valiant, 1988, 1989)가 제기한 질문인 "약한 학습자 집합이 하나의 강력한 학습자를 만들 수 있는가?"라는 질문을 기반으로 한다. 약한 학습자는 실제 분류와 약간만 상관관계가 있는 분류자로 정의된다(무작위 추측보다 사례에 더 나은 레이블을 지정할 수 있음). 대조적으로, 강력한 학습자는 실제 분류와 임의의 상관관계가 있는 분류자이다.
컨스와 밸리언트의 질문에 대한 1990년 논문에서 로버트 샤파이어(Robert Schapire)의 긍정적인 대답은 기계 학습과 통계학에 상당한 영향을 미쳤으며 특히 부스팅의 발전으로 이어졌다.
처음 선보였을 때 가설 강화 문제는 단순히 약한 학습자를 강한 학습자로 바꾸는 과정을 의미했다.

## 구현체
- Scikit-learn
- 오렌지 (소프트웨어)
- 웨카 (기계 학습)
- R (프로그래밍 언어)

## 같이 보기
- 앙상블 학습법
- 랜덤 포레스트
- 배깅
- 로지스틱 회귀
- 최대 엔트로피 원리
- 교차타당도